# Црногорски дан у Њујорку 1918.
Црногорски дан у Њујорку била је манифестација захвалности САД-а својој најмањој савезници у Првом свјетском рату, Краљевини Црни Гори. Одржан је 11. октобра 1918. године.
Манифестација у Њујорку отпочела је подизањем заставе Црне Горе на Кип слободе. Свечана поворка је пролазила центром града, све до Пете авеније и позорнице окићене црногорском и америчком заставом.
Одсвирана је химна Црне Горе, Убавој нам Црној Гори, а црногорски велепосланик, генерал Анто Гвозденовић се обратио окупљенима на енглеском. Након свечаности организован је ручак у хотелу Белмонт.